# Perisama boliviana
Perisama boliviana är en fjärilsart som beskrevs av Johannes Karl Max Röber 1915. Perisama boliviana ingår i släktet Perisama och familjen praktfjärilar. Inga underarter finns listade i Catalogue of Life.